# Lidoro Soria
Lidoro Soria (nacido el 19 de octubre de 1920 - ?) fue un futbolista argentino que se desempeñaba como defensor.

## Carrera

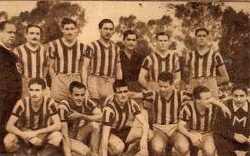
Rosario Central en 1946, el día del debut de Soria. Parados: Ángel Fernández Roca (entrenador), José Casalini, Enrique Maffei, Constancio Rivero, Roberto Quatrocchi, Alfredo Fógel, Lidoro Soria; hincados: Osvaldo Pérez, Benjamín Santos, Federico Geronis, Waldino Aguirre, Rubén Marracino.

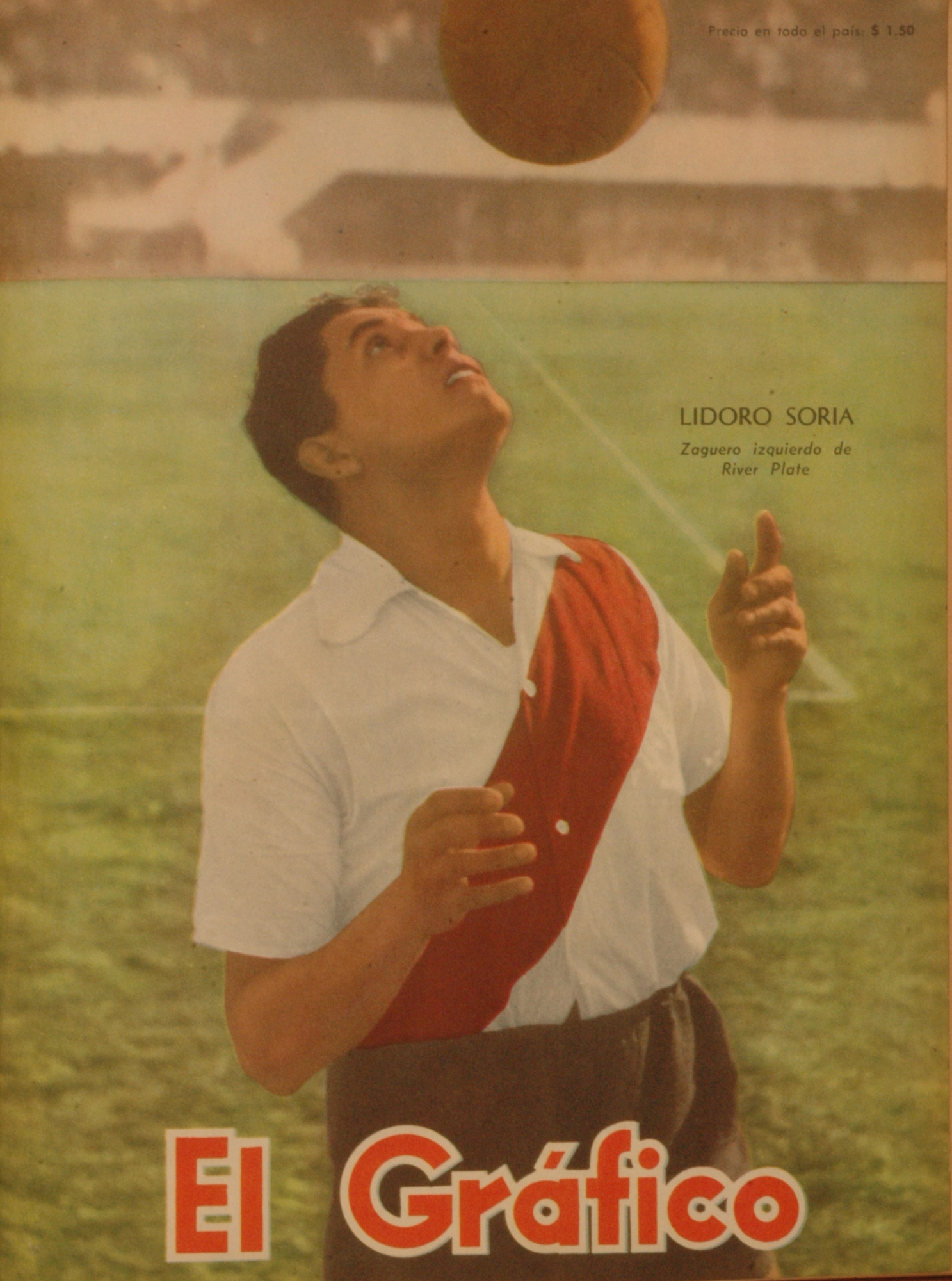
Soria con la casaca de River Plate.

Tras iniciarse en Instituto de Córdoba, Soria fue fichado en 1946 por Rosario Central para afrontar el Campeonato de Primera División; el cuadro canalla se había desprendido el año anterior de Roberto Yebra y encontró en Lidoro su reemplazo. Durante sus tres temporadas en el club de Barrio Arroyito formó dupla de marcadores centrales con Santiago Armandola. Su debut oficial con la casaca auriazul fue nada menos que en el clásico rosarino frente a Newell's Old Boys disputado el 14 de abril de 1946, cotejo válido por los octavos de final de la Copa de Competencia Británica; Rosario Central venció 4-2 a su eterno rival, eliminándolo del certamen, remontando un 0-2. Si bien la defensa de la Academia recibió muchos goles en los tres años en que se desempeñó la dupla Armandola-Soria, ambos fueron contratados por River Plate en 1949; por el pase de Lidoro, la entidad de Núñez abonó $60000. Dejó Central tras defender sus colores en 70 partidos, sin marcar goles. En su nuevo equipo, Soria logró dos títulos de Primera División: 1952 y 1953. Pasó luego al fútbol colombiano, fichando por Independiente Medellín, con el que obtuvo el Campeonato Colombiano 1955, primero para el Poderoso de la Montaña.

## Clubes
| Club                   | País      | Año         |
| ---------------------- | --------- | ----------- |
| Rosario Central        | Argentina | 1946 - 1948 |
| River Plate            | Argentina | 1949 - 1953 |
| Independiente Medellín | Colombia  | 1953 - 1955 |

## Palmarés

### Campeonatos nacionales
| Título                        | Club                   | País      | Año  |
| ----------------------------- | ---------------------- | --------- | ---- |
| Primera División de Argentina | River Plate            | Argentina | 1952 |
| Primera División de Argentina | River Plate            | Argentina | 1953 |
| Primera División de Colombia  | Independiente Medellín | Colombia  | 1955 |